# Escudo de Brieva
El escudo de Brieva es uno de los símbolos de Brieva, municipio de la provincia de Segovia, comunidad autónoma de Castilla y León, en España.

## Descripción
«Escudo español medio cortado y partido: Primero de azur, el Crucero de la Plaza Mayor, de plata; segundo de oro, flor de lino en su color, botonada de plata y tallada de sinople; tercero de gules, acueducto de dos órdenes de plata, mazonado de sable; en punta, diez peñascos de plata. Al timbre, corona real española cerrada.»
Boletín Oficial de Castilla y León n.º 127/2021 de 02 de julio de 2021